# 明石博義
明石 博義（あかし ひろよし、1936年1月7日 - 2022年9月25日）は、日本の実業家。元西日本鉄道社長・会長。

## 来歴・人物
福岡県北九州市出身。福岡県立小倉高等学校を経て、1953年に慶應義塾大学経済学部を卒業後、西日本鉄道に入社。1987年に取締役に就任し、常務、専務を経て、1997年から2003年まで社長を務めた。2003年から2008年まで会長を務めた。
その他、福岡交通センター会長、RKB毎日放送取締役なども歴任。
2015年に旭日重光章を受章。
2022年9月25日、大腸がんで死去。86歳没。死没日付をもって正四位に叙された。